# Kerala Cooperative Milk Marketing Federation
Kerala Cooperative Milk Marketing Federation (KCMMF) lub Milma – indyjska spółdzielnia zarejestrowana w 1980 z siedzibą w Thiruvananthapuram. Powstała w ramach programu "Operacja Powódź" Krajowego Zarządu Rozwoju Mleczarstwa. KCMMF jest Federacją Regionalnych Trzech Regionalnych Związków Mlecznych, ERCMPU, TRCMPU i MRCMPU. Jest to jedna z najbardziej dochodowych spółdzielni w stanie Kerala. W 1983 przejęła urządzenia do produkcji i wprowadzania do obrotu mleka w ramach Kerala Livestock and Milk Marketing Board. Zarząd otrzymał później nazwę Kerala Livestock Development Board.

## Historia
Na początku lat 80. Kerala była postrzegana jako nieprzyjazny mleczarstwu stan i musiała polegać przede wszystkim na sąsiednich regionach w zakresie dostaw mleka. Obecnie Kerala jest prawie samowystarczalna pod względem produkcji mleka. Taki stan rzeczy jest przede wszystkim efektem działalności Federacji Kerala Cooperative Milk Marketing i jej trzem regionalnym związkom producentów mleka spółdzielczego, dzięki których powstała sieć zaopatrzenia i marketingu, wprowadzenie wysokiej jakości produktów, politykę przyjazną dla klienta, nowoczesne zarządzanie i przede wszystkim zintegrowany spółdzielczy udział rolników. Działająca obecnie ogólnokrajowa sieć spółdzielni mleczarskich świadczy usługi gospodarcze, zapewniając rolnikom mleczarskim stały rynek i stabilne ceny za produkowane przez nich mleko.
Milma została założona w 1980 jako agencja wdrażająca „Operację Powódź II” w stanie Kerala. Hasłem firmy jest „Dobrobyt rolników poprzez zadowolenie konsumentów” i ma na celu postęp społeczno-gospodarczy producenta mleka poprzez pozyskiwanie, przetwarzanie i wprowadzanie do obrotu mleka.

## Organizacja
KCMMF działa na prawdziwie demokratycznych zasadach „od rolnika, przez rolnika i dla rolnika”. Organizacja ma strukturę trzypoziomową, w której skład wchodzą podstawowe spółdzielnie mleczarskie na poziomie wsi, regionalne związki producentów mleka na poziomie średnim oraz organ szczytowy na poziomie państwa, którym jest Kerala Cooperative Milk Marketing Federation Ltd. Obecnie działają trzy regionalne związki producentów mleka spółdzielczego. Okręgi dochodowe Thiruvananthapuram, Kollam, Alappuzha i Pathanamthitta podlegają jurysdykcji regionalnego związku spółdzielni producentów mleka w Thiruvananthapuram (TRCMPU), okręgi Ernakulam, Triśur, Kottayam i Idukki w ramach regionalnego związku spółdzielni producentów mleka w Ernakulam (ERCMPU) oraz sześć północnych okręgów Palakkad, Kannur, Malappuram, Kozhikode, Wayanad i Kasaragod w ramach regionalnego związku spółdzielni producentów mleka w Malabarze (MRCMPU). Trzystopniowa struktura zapewnia, że członkowie-rolnicy są bezpośrednio odpowiedzialni za decyzje na poziomie polityki w zakresie wprowadzania do obrotu swoich produktów.

## Produkcja
Członkostwo rolników, które podczas przejmowania mleczarni od dawnej Kerala Livestock Development & Milk Marketing Board w 1983 wynosiło 45 000, wzrosło do 978 792 do końca 2018-'19. Podobnie, dostarczanie mleka wykazało fenomenalny wzrost z 52 000 litrów dziennie w 1983 do ponad 1 225 323 litrów dziennie w roku 2018-'19. O sukcesie sieci marketingowej i akceptacji klientów świadczy wzrost sprzedaży z 55 000 litrów dziennie w 1983 do 1 290 821 litrów dziennie do końca 2018-'19.
Nadążając za rozwojem skupu i sprzedaży mleka, Milma skoncentrowała się na rozwoju infrastruktury przy pomocy finansowej ze strony Krajowego Zarządu Rozwoju Mleczarstwa, Szwajcarskiej Współpracy Rozwojowej i innych agencji. Obecnie istnieje 13 zakładów mleczarskich o łącznej wydajności przetwarzania 1 250 000 litrów na dobę, przy czym przewiduje się dalszą rozbudowę. Zakład produkcji mleka w proszku o wydajności 10 ton mleka w proszku dziennie oraz dwa zakłady produkcji pasz dla bydła, jeden w Pattanakkad (300 MTPD), a drugi w Malampuzha (300 MTPD). Pasza dla bydła Pellet produkowana w tych zakładach jest dobrze przyjmowana przez producentów mleka oraz na otwartym rynku.
Kerala Cooperative Milk Marketing Federation jest jedną z najsprawniej działających spółdzielni w stanie Kerala. Siła współpracy była wielokrotnie widoczna w funkcjonowaniu organizacji, co pomogło jej się rozwinąć, ponieważ była ona prowadzona przez producentów mleka dla producentów mleka.